# Ярослав Папоушек
Ярослав Папоушек (12 квітня 1929, Велки-Бочків, Підкарпатська Русь — 17 серпня 1995, Чимеліце) — чеський художник, карикатурист, прозаїк, скульптор, сценарист і режисер.

## Біографія
Ярослав Папоушек народився 12 квітня 1929 року у Велких Бочковах, містечку Підкарпатської Русі, що входило до складу тодішньої Чехословаччини. У дитинстві та юності жив у с Чимелице в південній Чехії. Навчався в ремісничому училищі, згодом працював робітником на будівництві, потім настроювачем гармоніків. На зламі 1940—1950 -х років він вступив до художньої школи — Академії образотворчих мистецтв, яку успішно закінчив у 1957 році. Він був скульптором, художником і карикатуристом, і не був чужим для літературного вираження. Його повість «Чорний Петро» була екранізована режисером Мілошем Форманом за спільним сценарієм. Потім Папоушек співпрацював з Форманом, Іваном Пассером і Вацлавом Шашеком.
У 1968 році Папоушек дебютував у кіно «Найпрекрасніший вік». Потім послідувала відома кінотрилогія про родину Гомолка, яка продовжує користуватись успіхом навіть через багато років після виходу на екрани: Ecce homo Homolka (1969), Hogo fogo Homolka (1970) та Homolka a tobolka (1972). Однак особисто він не вважав останню частину такою ж успішною, як дві попередні, оскільки знімав її в епоху розвинутої нормалізації, в якій йому бракувало творчої свободи. До кінця 1970-х він зняв ще три фільми: комедію «Телебачення в бульбашках» або «Бульбашки на телебаченні» (1974), молодіжний фільм «Нарешті ми розуміємо» (1976) про проблеми підліткового віку та соціальну комедію «Жінка для трьох чоловіків» (1979), в якій скульптор шукає дружину або матір для себе і своїх нащадків.
У 1980-х, після серцевого нападу, він присвятив себе більш спокійній формі роботи — живопису. Відбулося кілька виставок його імпресіоністичних олійних картин пейзажів, портретів і карикатур.
Він повернувся в режисерське крісло в 1984 році, коли зняв два фільми. Однією з них стала гірка комедія «Кожен повинен бути в піжамі» про перипетії життя хворого службового інспектора, а іншою — успішний гумористичний фільм «Подорож навколо моєї голови», в якій професор середньої школи, який страждає від нерішучості, потрапляє на лікування в психіатричну лікарню. Згодом Папоушек знову присвятив себе малюванню, повернувшись до режисури лише в 1993 році з телевізійним серіалом «Повільні стріли» (також режисер Властіміл Венцлік), в якому п'ятеро друзів у Вони знову об'єднуються в похилому віці та прагнуть бути «наповненими діями», як у молодості, коли їхнім прикладом для наслідування були «Швидкі стріли».
Автор помер у 1995 році в Чимеліце у віці 66 років від серцевого нападу. Його дружиною була Джіндра Шварзова, і разом вони мали доньку Петру Влчкову-Папоушкову.

## Фільмографія

### Сюжет і сценарій
- Чорний Петро (чеськ. Černý Petr) (1963)
- Інтимне освітлення (чеськ. Intimní osvětlení) (1965)
- Кохання блондинки (чеськ. Lásky jedné plavovlásky) (1965)
- Моя лялька горить (чеськ. Hoří, má panenko) (1967)

### Сюжет, сценарій і режисура
- Найпрекрасніший вік (чеськ. Nejkrásnější věk) (1968)
- Ессе Хомо Гомолка (чеськ. Ecce Homo Homolka) (1969)
- Хого Фого Гомолка (чеськ. Hogo fogo Homolka) (1970)
- Гомолка і гаманець (чеськ. Homolka a tobolka) (1972)
- Телебачення в Бубліці або Бубліце на телебаченні (чеськ. Televize v Bublicích aneb Bublice v televizi) (1974)
- Ми нарешті розуміємо один одного (чеськ. Konečně si rozumíme) (1976)
- Жінка для трьох чоловіків (чеськ. Žena pro tři muže) (1979)

### Сценарій і режисура
- Подорож навколо моєї голови (чеськ. Cesta kolem mé hlavy) (1984)
- Усі мають бути в піжамах (чеськ. Všichni musí být v pyžamu) (1984)

### Режисура
- Повільні стріли (чеськ. Pomalé šípy) (1993) — ТВ-серіал